# Aleurothrixus
Aleurothrixus is een geslacht van halfvleugeligen (Hemiptera) uit de familie witte vliegen (Aleyrodidae), onderfamilie Aleyrodinae.
De wetenschappelijke naam van dit geslacht is voor het eerst geldig gepubliceerd door Quaintance & Baker in 1914. De typesoort is Aleyrodes howardi.

## Soorten
Aleurothrixus omvat de volgende soorten:
- Aleurothrixus aepim (Goeldi, 1886)
- Aleurothrixus aguiari Costa Lima, 1942
- Aleurothrixus antidesmae Takahashi, 1933
- Aleurothrixus bondari Costa Lima, 1942
- Aleurothrixus chivelensis (Sampson & Drews, 1941)
- Aleurothrixus floccosus (Maskell, 1896)
- Aleurothrixus guareae Costa Lima, 1942
- Aleurothrixus guimaraesi Costa Lima, 1942
- Aleurothrixus interrogationis (Bemis, 1904)
- Aleurothrixus lucumai Costa Lima, 1942
- Aleurothrixus miconiae Hempel, 1922
- Aleurothrixus myrtacei Bondar, 1923
- Aleurothrixus myrtifolii (Bondar, 1923)
- Aleurothrixus ondinae Bondar, 1923
- Aleurothrixus porteri Quaintance & Baker, 1916
- Aleurothrixus proximans Bondar, 1923
- Aleurothrixus silvestris Corbett, 1935
- Aleurothrixus similis Sampson & Drews, 1941
- Aleurothrixus smilaceti Takahashi, 1934
- Aleurothrixus solani Bondar, 1923